# Neofacydes
Neofacydes is een geslacht van insecten uit de orde vliesvleugeligen (Hymenoptera) en de familie Ichneumonidae.

## Soorten
- N. albescens (Kriechbaumer, 1898)
- N. bonthainensis (Heinrich, 1934)
- N. marlisae Heinrich, 1960
- N. montanus Townes, Townes & Gupta, 1961
- N. nigrolineatus (Cameron, 1903)
- N. sinensis (Heinrich, 1960)
- N. striolatus (Cameron, 1905)
- N. townesi Heinrich, 1960